# Rivista del Nuovo Cimento della Società Italiana di Fisica
Rivista del Nuovo Cimento della Società Italiana di Fisica is een Italiaans, aan collegiale toetsing onderworpen wetenschappelijk tijdschrift op het gebied van de natuurkunde.
De naam wordt in literatuurverwijzingen meestal afgekort tot Riv. Nuovo Cimento. Het is een van de tijdschriften uit de serie Nuovo Cimento en is gespecialiseerd in overzichtsartikelen. Het verschijnt maandelijks; het eerste nummer verscheen in 1969.